# Televisão no México

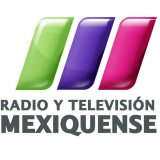
Televisão no México

A Televisão é uma das maiores massas da mídia no México. A primeira transmissão televisiva no país ocorreu na Cidade do México, em 1946, quando Guillermo González Camarena criou a primeira emissora de televisão da América Latina, XE1GC. A partir daí foram surgindo outros canais de televisão, tais como XHTV e Televisión Independiente de México, que deram espaço à publicidade, em 1961.

## História
A televisão no México começou em 19 de agosto de 1946, na Cidade do México, quando Guillermo González Camarena transmitiu o primeiro sinal de televisão na América Latina do banheiro de sua casa. Em 7 de setembro de 1946, às 20h30 (CST), a primeira estação experimental de televisão do México e da América Latina foi fundada e recebeu o indicativo XE1GC. Esta estação experimental transmitiu um programa artístico e entrevistas aos sábados durante dois anos.
A primeira estação comercial do México, o canal 4 da XHTV na Cidade do México, assinou em 31 de agosto de 1950, tornando o México o primeiro país de língua espanhola a introduzir a televisão. Começou a transmitir programas regulares no dia seguinte. É também o primeiro país hispanófono (de língua espanhola) a introduzir a televisão. O primeiro programa a ser transmitido foi o Relatório do Governo do Presidente Miguel Alemán Valdés IV. Em um ano, o canal XEW-TV 2, de propriedade da família Azcárraga, foi formado. A primeira transmissão de televisão em cores do México foi realizada pela terceira estação de televisão da capital, o XHGC Channel 5 de González Camarena. Em 1955, todas as três estações formaram uma aliança, a Telesistema Mexicano (TSM), antecessora da Televisa. Em 1959, o canal 11 da XEIPN-TV assinou, a base da atual rede do Canal Onze e a primeira estação de televisão educativa da América Latina.

### Expansão
Com a exceção da popular Televisão Independente Mexicana (1968-72), que a TSM absorveu em 1973 para formar a Televisa, a última não teve grande competição comercial até 1993. Em vez disso, as décadas de 1970, 1980 e 1990 foram marcadas. por uma grande expansão na televisão estatal. Isso decolou em 1972, quando o governo, por meio da financeira SOMEX, desapropriou a XHDF-TV na Cidade do México e a usou para formar a base de uma rede nacional do Canal 13 com repetidores em todo o país. Ao mesmo tempo, um projeto conhecido como Televisão Rural do México (mais tarde Televisão da República Mexicana) procurou trazer cultura e informação para o público mexicano rural. Na década de 1980, o canal XHTRM-TV 22, a primeira estação de televisão UHF no Vale do México, veio ao ar trazendo programação TRM para a capital do país. Em 1985, o TRM foi desmantelado e, com a assinatura do canal 7 da XHIMT-TV na Cidade do México, os repetidores do TRM foram vinculados a essa estação, que se tornou o carro-chefe da Rede Nacional 7 da Imevision. Em 1993, a privatização da Imevisión deu origem à Televisión Azteca.
Esse período também viu o desenvolvimento das primeiras redes de televisão administradas pelos governos estaduais, incluindo a TVMÁS em Veracruz e TeleMichoacán. 25 das 32 entidades federais do México possuem atualmente redes estaduais.

### Televisão a cabo
O primeiro sistema a cabo começou a operar no início dos anos 1960, em Monterrey, como um serviço CATV (uma antena no topo da Loma Larga, que poderia receber sinais de TV de Laredo, Texas e Vale do Rio Grande). A maioria das outras grandes cidades não desenvolveu sistemas de cabo até o final dos anos 80, devido à censura do governo. Em 1989, a indústria teve um grande impulso com a fundação do Multivision - um sistema MMDS que começou a desenvolver seus próprios canais em espanhol - e o desenvolvimento posterior de empresas como a Cablemas e a Megacable.
Nos últimos anos, muitas redes americanas começaram a desenvolver conteúdo para o mercado latino-americano, como CNN em espanhol, MTV, Cartoon Network, Disney Channel, Nickelodeon e outros. O país também possui um serviço de DTH chamado SKY (da Televisa & News Corp.). Recentemente, a DirecTV fundiu-se com a Sky. A empresa dominante hoje em dia é a Megacable e o Grupo HEVI.

### Televisão digital
A Televisa realizou transmissões experimentais em HDTV no início dos anos 90, em colaboração com a NHK do Japão.
Nos principais mercados, particularmente na região central do México e ao longo da fronteira com os Estados Unidos, estações de televisão digital começaram a aparecer.
Um plano revisado em 2013 sofreu uma mudança para desligar os mercados de televisão separadamente até um desligamento analógico nacional, definido para 31 de dezembro de 2015. O primeiro mercado a atender às condições de 90% de penetração digital foi Tijuana. Após um mês de atraso para garantir que a penetração digital ultrapassou o limite de 90%, os sinais foram desligados em 28 de maio. No entanto, a Cofetel permitiu que as estações de Tijuana retomassem a transmissão analógica apenas alguns dias depois devido à preocupação de que a transição ocorresse. impacto negativo na preparação das eleições estaduais em 7 de julho; a transição ocorreu para sempre em 18 de julho.
Os atrasos continuaram devido a preocupações legais e à reforma das telecomunicações de 2013-14, promulgada pelo presidente Enrique Peña Nieto, que exigiu uma legislação totalmente nova no setor e criou o novo Instituto Federal de Telecomunicações. No entanto, a transição digital voltou aos trilhos em 2015, quando Reynosa / Matamoros e Nuevo Laredo foram desligados em 13 de janeiro, o primeiro dos quais data naquele ano em que as estações em várias regiões do país fecharam. Até 31 de dezembro, todas as estações de alta potência haviam sido desligadas, com cerca de 500 estações de baixa energia permanecendo em serviço por mais um ano devido às dificuldades financeiras encontradas pelas emissoras públicas em transição e pela existência de estações repetidoras despreparadas.

## Transmissão
A transmissão de TV no México é feita de 3 formas:
- Via sinal terrestre
- Via rede de cabos
- Via satélite

### Sinal terrestre
Servido principalmente pelos 3 maiores canais do país: Las Estrellas, Azteca e Galavisión em sinais em VHF.

### Televisão a cabo
A televisão a cabo no México foi criada inicialmente com o propósito de retransmitir os canais da televisão terrestre em locais onde não havia uma boa recepção de sinal, a partir da década de 90 passou a exibir canais exclusivos, entre os principais estão: Telehit, Unicable e TL Novelas.

### Televisão via satélite
A televisão via satélite começou a operar no país na década de 90 contendo uma programação baseada na TV a cabo sendo a Claro e a Sky as maiores provedoras do serviço.

## Canais de televisão
A televisão aberta do México é dominada principalmente pelas empresas Televisa e TV Azteca com 2 canais nacionais cada (Las Estrellas e Canal 5. Azteca 7 e Azteca 13), uma cadeia com menos cobertura cada (Gala TV, ad 40), e uma rede de estações de televisão locais que produzem seu próprio conteúdo e compartilham certos programas (Televisa Regional, a +). Além disso, existem outros concorrentes (Grupo Imagen a nível nacional e a Multimedios Televisión a nível regional), que competem com as principais redes. Há também cadeias estaduais de educação e cultura e existem canais independentes que não são afiliados a nenhuma cadeia.

#### Canais com cobertura nacional
| Nombre do canal   | Sede             | Tipo de programação | Proprietário   | Total de estação afilhadas |
| ----------------- | ---------------- | --- | -------------- | -------------------------- |
| Las Estrellas     | Cidade do México | Telenovelas, notícias, esportes, entretenimento e cinema mexicano                                                                             | Grupo Televisa | 137                        |
| Canal 5           | Cidade do México | esportes , séries infantis e juvenis, séries dramáticas, comédias, reality shows e filmes (em sua maioria, programação de origen extranjeros) | Grupo Televisa | 80                         |
| Azteca Uno        | Cidade do México | Notícias, esportes, entretenimento, novelas, filmes nacionais e estrangeiros                                                                  | TV Azteca      | 96                         |
| Azteca 7          | Cidade do México | Esportes, shows, notícias, entretenimento, reality shows, séries de teatro, séries estrangeiras (drama e sitcoms, principalmente) e filmes.   | TV Azteca      | 87                         |
| Imagen Televisión | Cidade de México | Novelas, notícias, esportes, shows, desenhos animados e filmes.                                                                               | Grupo Imagen   | 37 (de 123).               |